# العلاقات الصومالية الدومينيكية
العلاقات الصومالية الدومينيكية هي العلاقات الثنائية التي تجمع بين الصومال ودومينيكا.

## مقارنة بين البلدين
هذه مقارنة عامة ومرجعية للدولتين:
| وجه المقارنة                                              | الصومال                        | دومينيكا              |
| --------------------------------------------------------- | ------------------------------ | --------------------- |
| المساحة (كم2)                                             | 637.66 ألف                     | 751                   |
| عدد السكان (نسمة)                                         | 14.74 مليون                    | 73.92 ألف             |
| الكثافة السكانية (ن./كم²)                                 | 23.12                          | 9.84 ألف              |
| العاصمة                                                   | مقديشو                         | روسو                  |
| اللغة الرسمية                                             | اللغة الصومالية، اللغة العربية | لغة إنجليزية          |
| العملة                                                    | شلن صومالي                     | دولار شرق الكاريبي    |
| الناتج المحلي الإجمالي (بليون دولار)                      | 7.37 مليار                     | 562.54 مليون          |
| الناتج المحلي الإجمالي (تعادل القوة الشرائية) بليون دولار |                                | 789.63 مليون          |
| الناتج المحلي الإجمالي الاسمي للفرد دولار أمريكي          | 549                            | 7.12 ألف              |
| الناتج المحلي الإجمالي للفرد دولار أمريكي                 |                                | 10.88 ألف             |
| مؤشر التنمية البشرية                                      |                                | 0.724                 |
| رمز المكالمات الدولي                                      | +252                           | +1767                 |
| رمز الإنترنت                                              | .so                            | .dm                   |
| المنطقة الزمنية                                           | ت ع م+03:00                    | 00، توقيت أطلنطي موحد |

## منظمات دولية مشتركة
يشترك البلدان في عضوية مجموعة من المنظمات الدولية، منها:
| علم المنظمة | اسم المنظمة                                 | تاريخ انضمام الصومال | تاريخ انضمام دومينيكا |
| ----------- | ------------------------------------------- | -------------------- | --------------------- |
|             | مؤسسة التنمية الدولية                       | 31 أغسطس 1962        | 29 سبتمبر 1980        |
|             | يونسكو                                      | 15 نوفمبر 1960       | 9 يناير 1979          |
|             | الأمم المتحدة                               | 20 سبتمبر 1960       | 18 ديسمبر 1978        |
|             | مجموعة دول أفريقيا والكاريبي والمحيط الهادئ | ?                    | ?                     |
|             | الاتحاد البريدي العالمي                     | ?                    | ?                     |
|             | البنك الدولي للإنشاء والتعمير               | 31 أغسطس 1962        | 29 سبتمبر 1980        |
|             | الاتحاد الدولي للاتصالات                    | 28 سبتمبر 1962       | 28 أكتوبر 1996        |
|             | منظمة حظر الأسلحة الكيميائية                | ?                    | ?                     |
|             | مؤسسة التمويل الدولية                       | 31 أغسطس 1962        | 29 سبتمبر 1980        |
|             | منظمة الشرطة الجنائية الدولية               | ?                    | ?                     |

## وصلات خارجية
- موقع وزارة الخارجية الصومالية